# Aachen–Mönchengladbach-vasútvonal
Az Aachen–Mönchengladbach-vasútvonal Észak-Rajna-Vesztfália egyik legfontosabb vasúti vonala. Fontos teherfuvarozási összeköttetést biztosít a Ruhr-vidék és Belgium között. Ezen kívül nagy a jelentősége a regionális utasforgalomban is. A vasútvonalat az Aachen–Düsseldorf–Ruhrort Vasúti Társaság építette, jelenleg egyike a legrégebbi német vasútvonalaknak. Átadására részletekben 1852 és 1854 között került sor.

## Útvonala

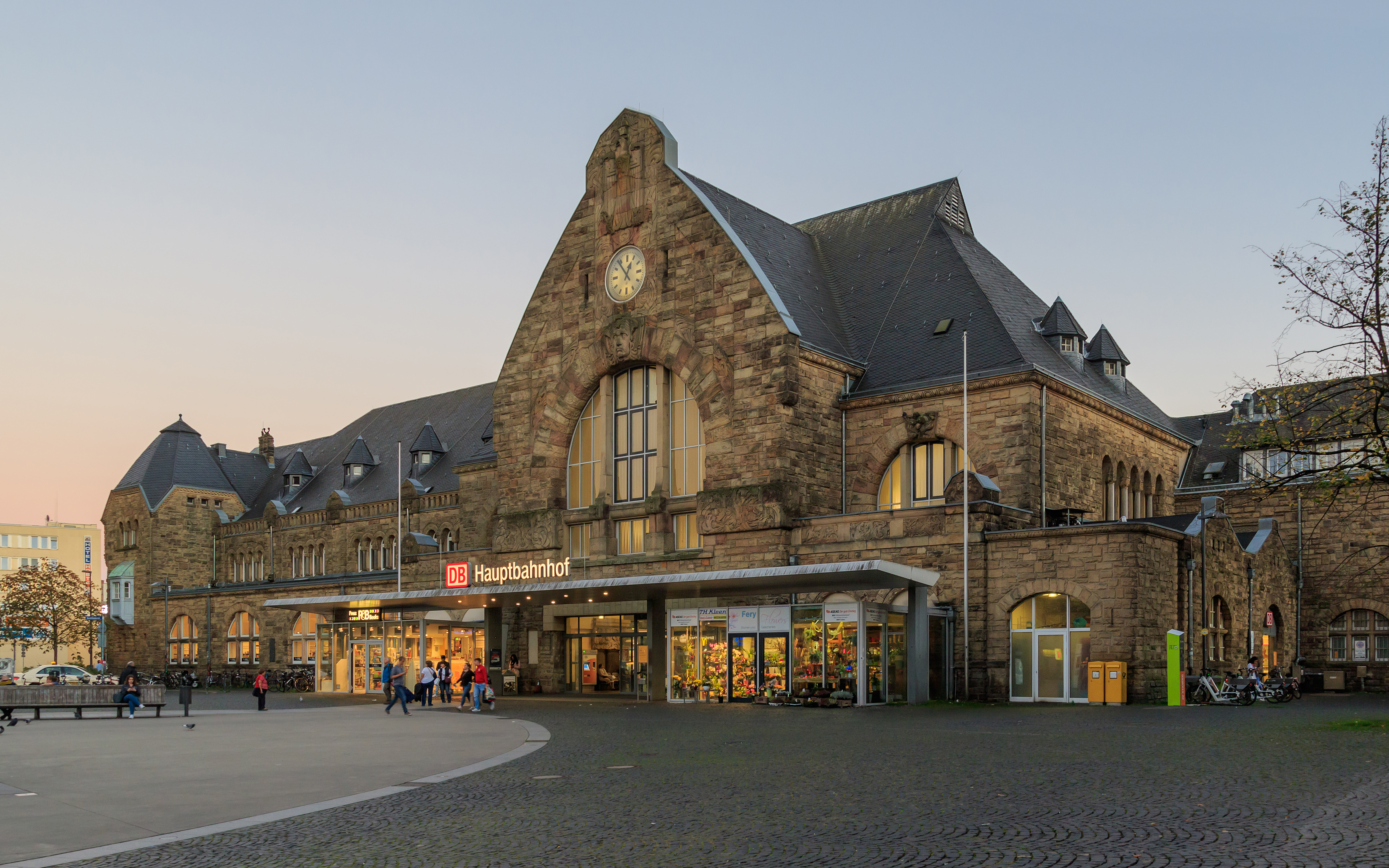
Aachen Hauptbahnhof

A vasút Aachen központi pályaudvaráról indul. Itt csatlakozik hozzá a Belgiumból jövő és a Kölnbe tartó vasútvonal. Kicsivel arrébb van a 2004-ben megnyitott Aachen Schanz állomás. Aachen Nyugati feléhez közeledve a következő állomáson csatlakozik a Belgium felé kizárólag teherfuvarozást lebonyolító Montzen vasútvonal.
Aachen nyugati részén egy magas rakparton fut végig a vonal. Ezt egy hatalmas mélyedés követi, ahol eredetileg a Richterich állomást akarták megépíteni. Ma csak átrobognak rajta a szerelvények. Régen itt csatlakozott hozzá az úgynevezett milliomosok vonala, a Millionen linie. Ezen a hollandiai Simpelveldbe lehetett eljutni. A Mönchengladbachba vezető vasút következő állomása Kohlscheidben, a rámpa tetején van. Régen tolómozdonyokat kellett alkalmazni, hogy a Herzogenrathból Kohlscheidbe tartó vonatok át tudjanak haladni az itteni meredek emelkedőn. Ezen kívül ez volt a mára majdnem teljesen bezárt, Würselen felé összeköttetést biztosító Stolberg–Kohlscheid vasútvonal kiinduló pontja is.
Herzogenrathban van csatlakozása a Stolberg–Herzogenrath és a holland Heerlenbe vezető vasútvonalakhoz. Az utóbbi szárnyon az euregiobahn, határokon átnyúló szolgáltatást végző társaság biztosítja a forgalmat. Innét lehet eljutni a Herzogenrathban lévő Saint-Gobain üveggyárhoz is.

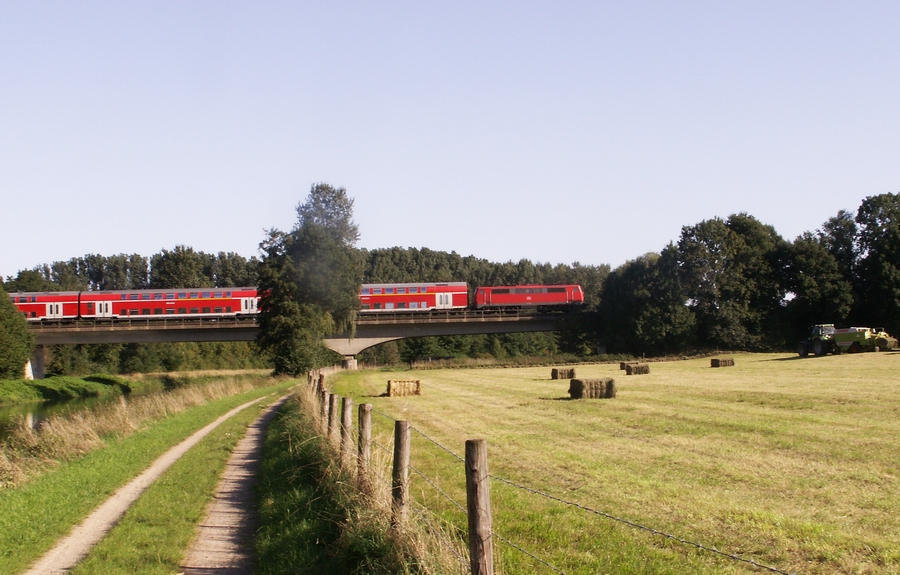
A Wupper-Express a Ruron átívelő hídon.

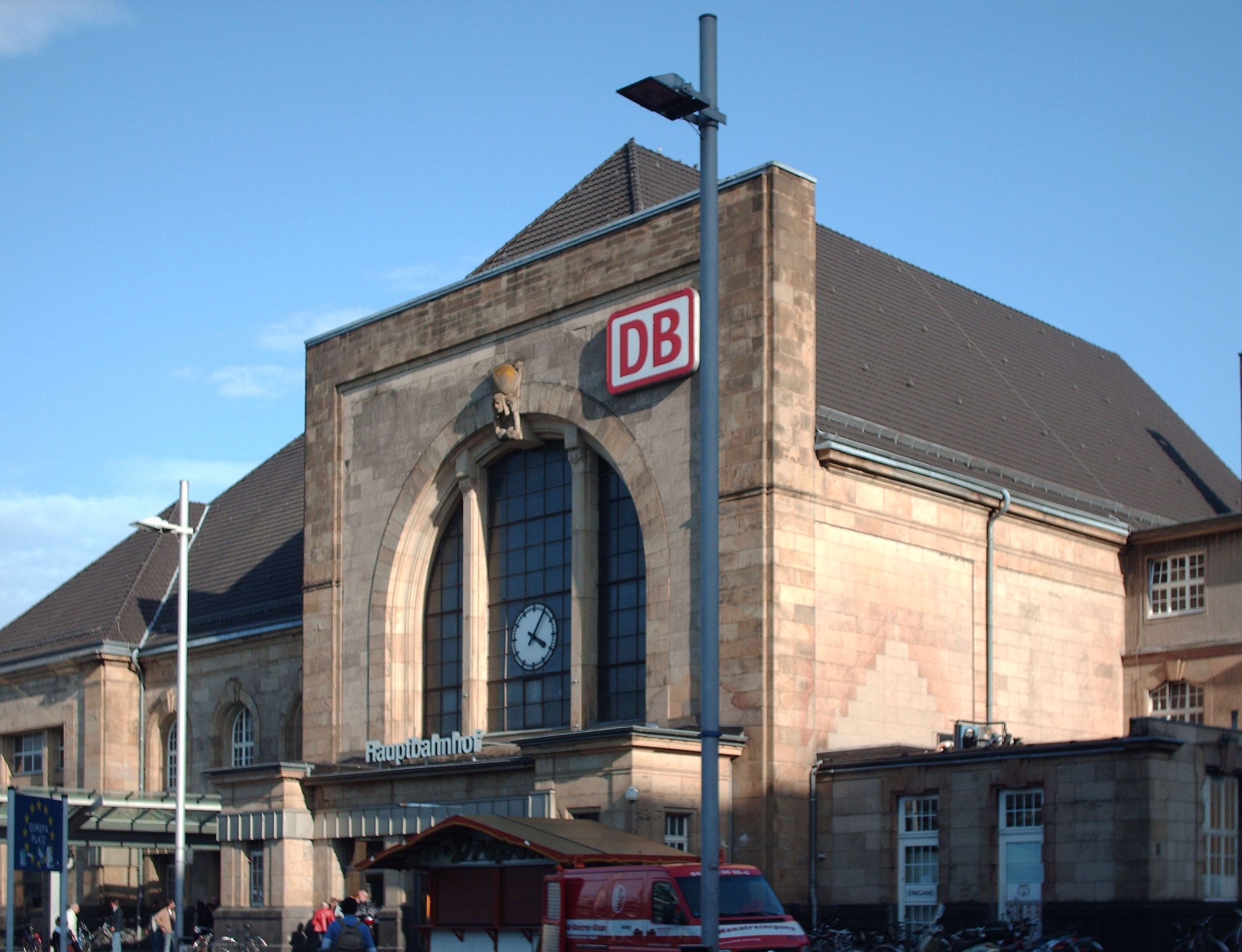
A Mönchengladbach Hauptbahnhof

A vonal áthalad az Übach-Palenberg megállóhelyen és a Geilenkirchen állomáson. Régen ez biztosította az összeköttetést a Geilenkirchen Helyiérdekű Vasút valamint Tüddern és Alsdorf között. Ma már csak a WestEnergie und Verkehr GmbH energiaipari vállalathoz futó vonal emlékeztet a régebbi vonalra. Lindernnél ellaposodik a táj. Itt egy bekötő vonal csatlakozik, ahol Heinsbergbe lehet eljutni. A Lindern–Brachelen–Baal szakasz a Rur mentén emelt töltésen fut. A folyót egy cementhídon keresztül szeli át.
A következő csatlakozási pont Baalban van. Itt 1911. és 1980. között úgynevezett toronyállomás (Turmbahnhof) volt. Ez egy olyan kétszintű rendszer, ahol a ma nagyrészt bezárt Jülich–Dalheim vonal haladt alul, míg a az Aachen–Mönchengladbach vonal peronjai a felső szintet foglalták el. Baal után a vasút nagyrészt vidéki területeken halad, amit leginkább Erkelenzer Börde néven ismernek. (Ez vesztfáliai nyelven "termékeny alföldet" jelent).
A régebbi Rheydt teherpályaudvaron, a most bezárt Krefeld–Rheydt vonal és a Moenchengladbach tehervonal ágazik szét. Az utóbbi vonal segítségével a teherforgalom ki tudja kerülni a vonalnak a Rheydt Hauptbahnhof és a Mönchengladbach Hauptbahnhof közötti forgalmas szakaszát, és a Mönchengladbach–Duisburg vonalon a Viersen-Helenabrunn megálló felé mennek. Van egy, a Werberg–Wildenrath közötti vonalon lévő, a Siemens által üzemeltetett teszt- és engedélyezési pálya felé haladó vonatok számára kialakított parkoló is.
A teherállomás és Rheydt Hauptbahnhof között vezet a Vasrajna, ami Dalheimtől kezdve egyvágányú vasút. Ez párhuzamos az Aachen–Mönchengladbach vonallal. A Kölnből és Dalheimből induló vonalak a Rheydt Hauptbahnhofon érnek véget.
Rheydtben egyesülnek ezek a vonalak, és az út az innentől Mönchengladbachba vezető részén a sűrű forgalom ennek a következménye. Innét Duisburgba és Düsseldorfba lehet eljutni vasúton.

## Története

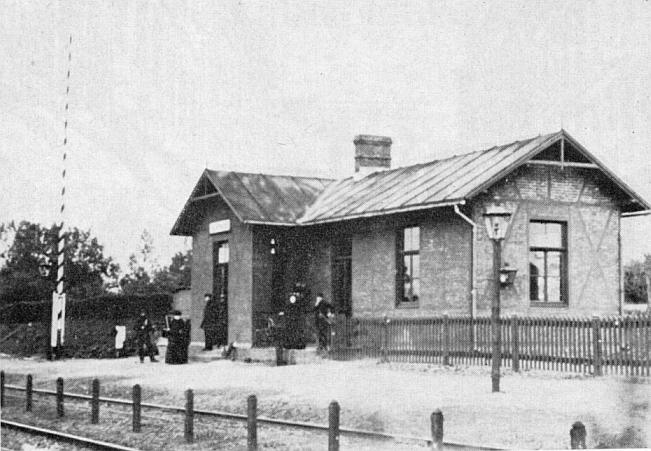
Palenberg állomása 1900-ban

Az útvonal terveit az Aachen-Neuß-Düsseldorf Vasúzzátsaság (németül: Aachen-Neuß-Düsseldorfer Eisenbahn-Gesellschaft ) készítette el. Ez a vállalat 1846. augusztus 26-án koncessziót kapott a porosz kormánytól az Aachen–Neuss–Düsseldorf–Oberkassel vonal megépítésére. A vonal megépítésének azonban már az elején pénzügyi gondokkal találta magát szemben a társaság. Ugyanekkor jelentkeztek finanszírozási problémák a Ruhrort-Crefeld District Gladbach Vasúttársaságnál (Ruhrort–Crefeld−Kreis Gladbach Eisenbahngesellschaft). Saját kérésükre átvette ezeket az állam, és 1850-ben így alakult meg a Királyi Aachen-Düsseldorf-Ruhrort Vasúttársaság (Königliche Direction der Aachen-Düsseldorf-Ruhrorter Eisenbahn). Ugyanakkor ez még egy korlátozott felelősségű társaság maradt.
Az útvonalat részletekben, a következők szerint nyitották meg:
| Szakasz                | Hossz | Megnyitás           |
| ---------------------- | ----- | ------------------- |
| Mönchengladbach–Rheydt | 3,8   | 1852. augusztus 12. |
| Rheydt–Herzogenrath    | 44.0  | 1852. november 12   |
| Herzogenrath–Aachen    | 13.2  | 1853. január 17.    |

1854-től 1865. december 31-ig az Aachen-Düsseldorf-Ruhrort Vasúttársaság volt a vonal üzemben tartója. 1866. január 1-jén a cég eszközeit átvette a főleg porosz állami kézben lévő Bergisch-Märkische Vasúttársaság (Bergisch-Märkische Eisenbahn-Gesellschaft, BME).

### Új útvonal Aachenbe
Eredetileg a vasútvonal az Aachen Marschierthor állomásról, a Marschiertor kapu közeléből indult. Ma itt van az 1905-ben alapított vasúti depó. A Renish állomás helyére ekkor emelték fel a mai Aachen Hauptbahnhof épületét. 1910-ben megszüntették az Aachen Templerbend állomást, és létrehozták a ma is működő Nyugat Aachen megállóhelyet.

### 2007-es felújítás

Szemafor jelzések a Wickrath állomáson

2007-ben az Übach-Palenberg és Rheydt Hauptbahnhof közötti szakaszt összekötötték a Grevenbroichban lévő jelzőrendszerrel. 2006–2007-ben új jelzőrendszerek vették át Lindern állomáson valamint Herrath és Rheydt Hauptbahnhof között az utolsó szemaforok szerepeit. Wickrath, Übach-Palenberg és Erkelenz pályaudvarait felújították.

## Jelenlegi üzemeltetés
A DB Regio NRW biztosítja a vonalon a regionális összeköttetést. Az óránként induló Wupper-Express (RE 4) regionális expressz és az ugyanilyen időközönként közlekedő Rhein-Niers-Bahn (RB 33) regionális vonat használja a vasútvonalat. Míg az utóbbi vonat minden állomáson megáll, addig az előbbi kihagyja Kohlscheid, Brachelen, Herrath és Wickrath állomásait. Mönchengladbachtól ezek a vonatok két külön vonalon haladnak. (Az RB 33 a Duisburg-Ruhrort–Mönchengladbach-vonalon Duisburgig, míg az RE 4 a Mönchengladbach–Düsseldorf-vonal Düsseldorfon, Wuppertalon, Hágán keresztül Dortmundig halad.)
Hetente kétszer jár erre InterCity, mely Aachent köti össze Berlinnel. A végállomások között a következő helyeken áll meg: Mönchengladbach, Rheydt, Herzogenrath and Aachen.